# باشگاه فوتبال هورلی تاون
باشگاه فوتبال هورلی تاون (به انگلیسی: Horley Town Football Club) یک باشگاه فوتبال در شهر هورلی، کشور انگلستان است که در سال ۱۸۹۶ میلادی تأسیس شده‌است.